# Torigea southerlandii
Torigea southerlandii är en fjärilsart som beskrevs av Holland 1889. Torigea southerlandii ingår i släktet Torigea och familjen tandspinnare. Inga underarter finns listade i Catalogue of Life.